# Бруна Бебић
Бруна Бебић (Сплит, 12. фебруар 1964) је хрватска глумица.

## Филмографија
| Год.       | Назив                              | Улога            |
| ---------- | ---------------------------------- | ---------------- |
| 1985.      | Хеда Габлер                        |                  |
| 1986.      | Досије                             |                  |
| 1998.      | Кањон опасних игара                | Ана Катушић      |
| 1999.      | Да ми је бити морски пас           | Доде Думанић     |
| 2002.      | Ново доба                          | Маца             |
| 2006.      | Тресета                            | Милица           |
| 2006.      | Највећа погрешка Алберта Ајнштајна | Тања             |
| 2009.      | Вјерујем у анђеле                  | Часна сестра Ана |
| 2011.      | Котловина                          | Луција           |
| 2011−2012. | Ларин избор                        | Бланка Билић     |
| 2013.      | Опроштај                           | Кармен           |
| 2013.      | Тијардовић                         | Нила Тијардовић  |
| 2015.      | Почивали у миру                    | Даница Хрељак    |
| 2015.      | Медо мали                          | Бисера           |
| 2015.      | Емануел Видовић                    | Милена Видовић   |
| 2016.      | Министарство љубави                | Ружа Плазоња     |
| 2016.      | Не гледај ми у тањир               | Ивана            |
| 2018−2019. | Погрешан човек                     | Биба Калембер    |
| 2018.      | Груди                              | Анина мајка      |
| 2023.      | Босански лонац                     | Драгица          |
| 2024.      |                                    |                  |